# Geocaryum parnassicum
Geocaryum parnassicum är en flockblommig växtart som först beskrevs av Pierre Edmond Boissier och Theodor Heinrich von Heldreich, och fick sitt nu gällande namn av Lennart Engstrand. Geocaryum parnassicum ingår i släktet Geocaryum och familjen flockblommiga växter. Inga underarter finns listade i Catalogue of Life.